# NGC 4776
NGC 4776, im Katalog auch als NGC 4759 A doppelt geführt, ist eine Linsenförmige Galaxie vom Hubble-Typ S0 im Sternbild Jungfrau und etwa 154 Millionen Lichtjahre von der Milchstraße entfernt.
Sie bildet zusammen mit NGC 4761, NGC 4764 und NGC 4778 die „Hickson Compact Group 62“ und wurde am 25. März 1786 von Wilhelm Herschel entdeckt, der sie dabei, zusammen mit NGC 4778, irrtümlich für ein Objekt (NGC 4759) hielt. Erst John Herschel konnte mit einem 18-Zoll-Spiegelteleskop bei seiner Beobachtung am 5. Mai 1836 die beiden Einzelobjekte NGC 4776 und NGC 4778 auflösen und notierte dabei „vF, S, R, vlbM; the preceding of a double nebula“.